# Adesmia grandiflora
Adesmia grandiflora är en ärtväxtart som beskrevs av John Gillies. Adesmia grandiflora ingår i släktet Adesmia och familjen ärtväxter. Inga underarter finns listade i Catalogue of Life.